# Saint-Gervais-de-Vic
Saint-Gervais-de-Vic – miejscowość i gmina we Francji, w regionie Kraj Loary, w departamencie Sarthe.
Według danych na rok 1990 gminę zamieszkiwały 402 osoby, a gęstość zaludnienia wynosiła 25 osób/km² (wśród 1504 gmin Kraju Loary Saint-Gervais-de-Vic plasuje się na 908. miejscu pod względem liczby ludności, natomiast pod względem powierzchni na miejscu 733.).